# Combined Resolve

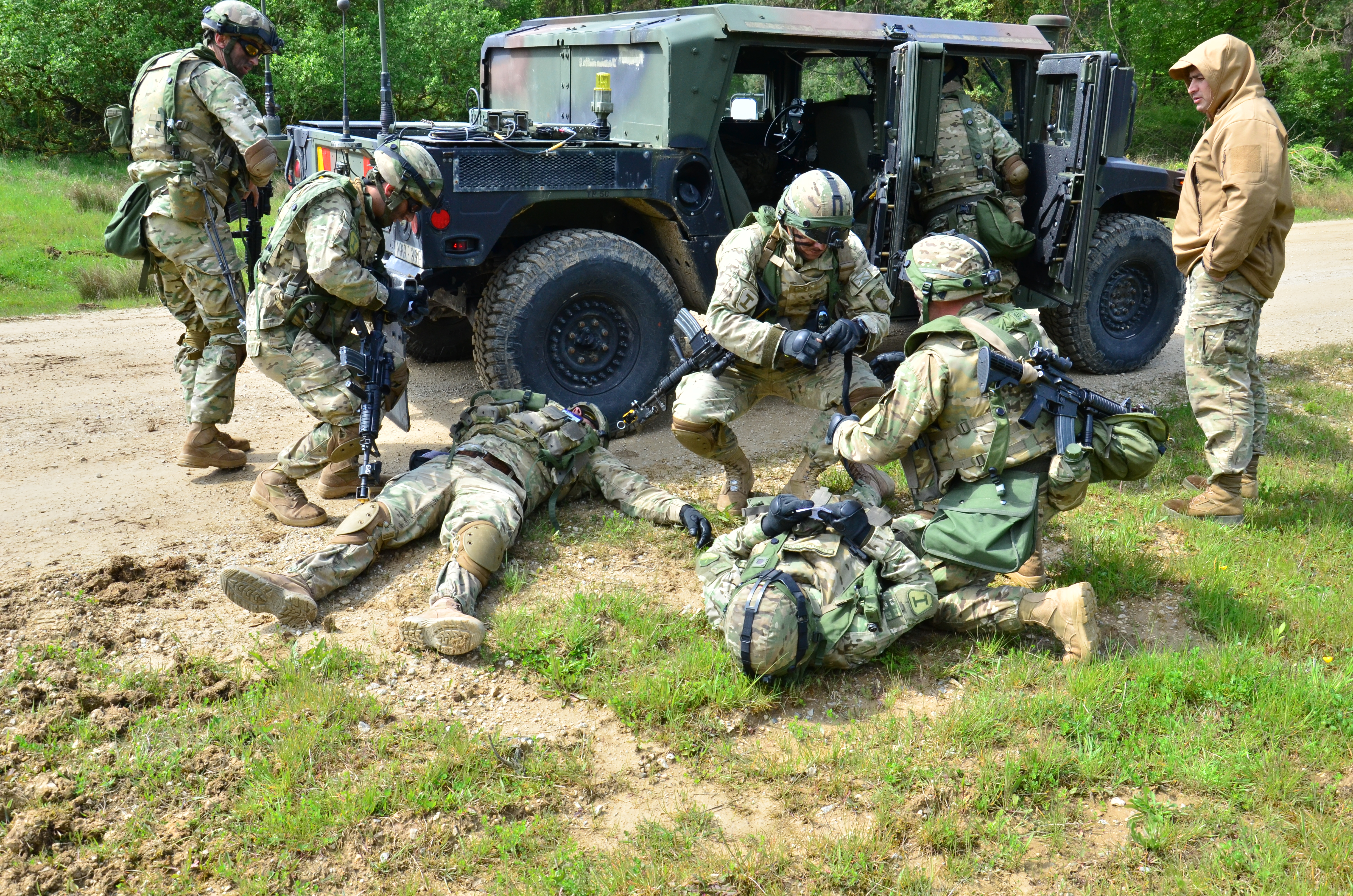
Медичні навчання під час операції Combined Resolve II

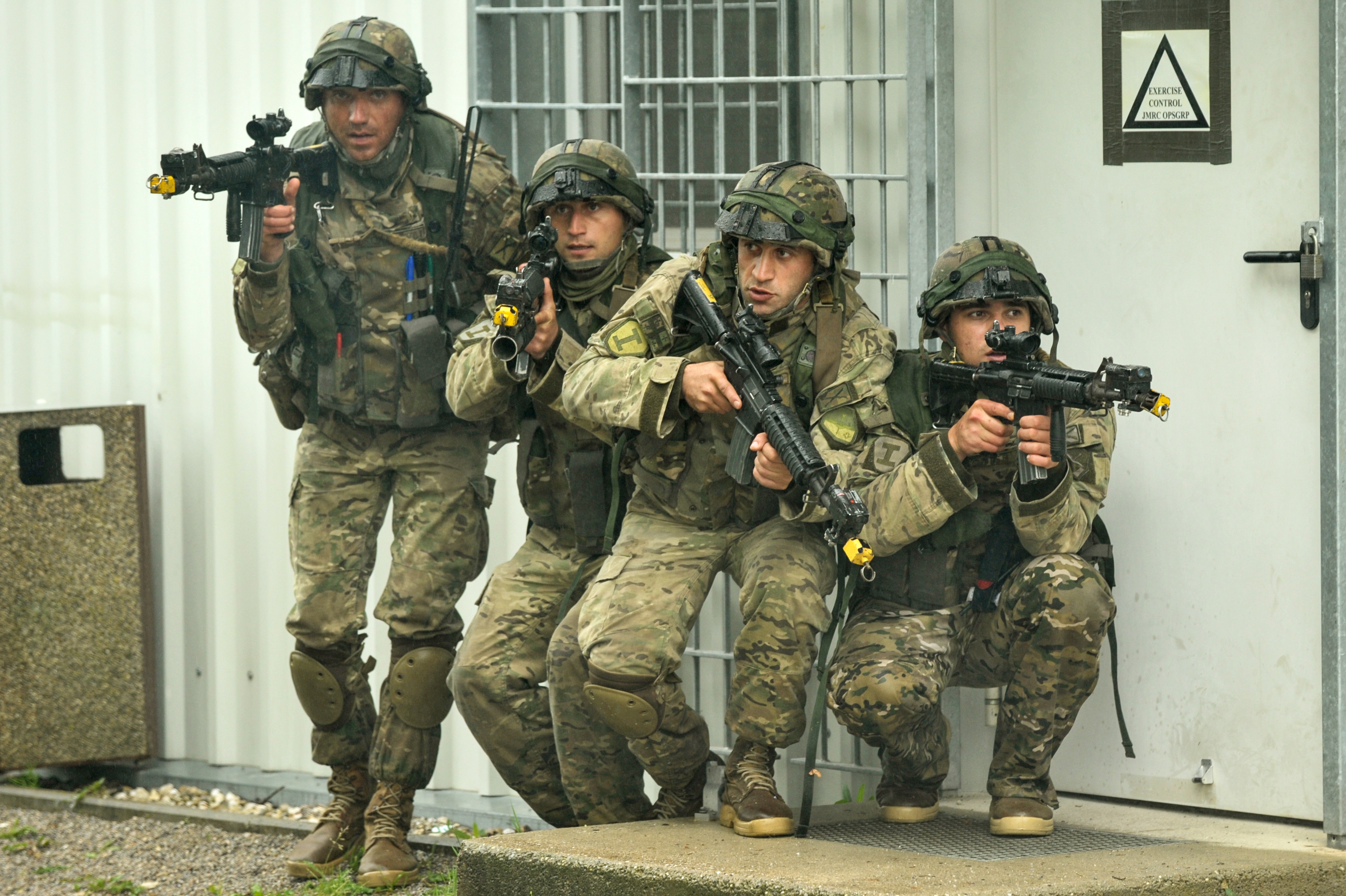
Штурмові навчання під час операції Combined Resolve II

Combined Resolve (укр. Загальна рішучість) — багатонаціональні військові навчання у навчальних центрах Хохенфельс та Графенвохер на території Німеччини.
Навчання проводяться двічі на рік і спрямовані на збереження та підвищення оперативної сумісності військ під час об'єднаних операцій на суходолі у вирішальному навчально-тренувальному середовищі.

## Хронологія
- Combined Resolve II: 2014
- Combined Resolve III:
- Combined Resolve IV:
- Combined Resolve V:
- Combined Resolve VII:
- Combined Resolve VIII:
- Combined Resolve IX:

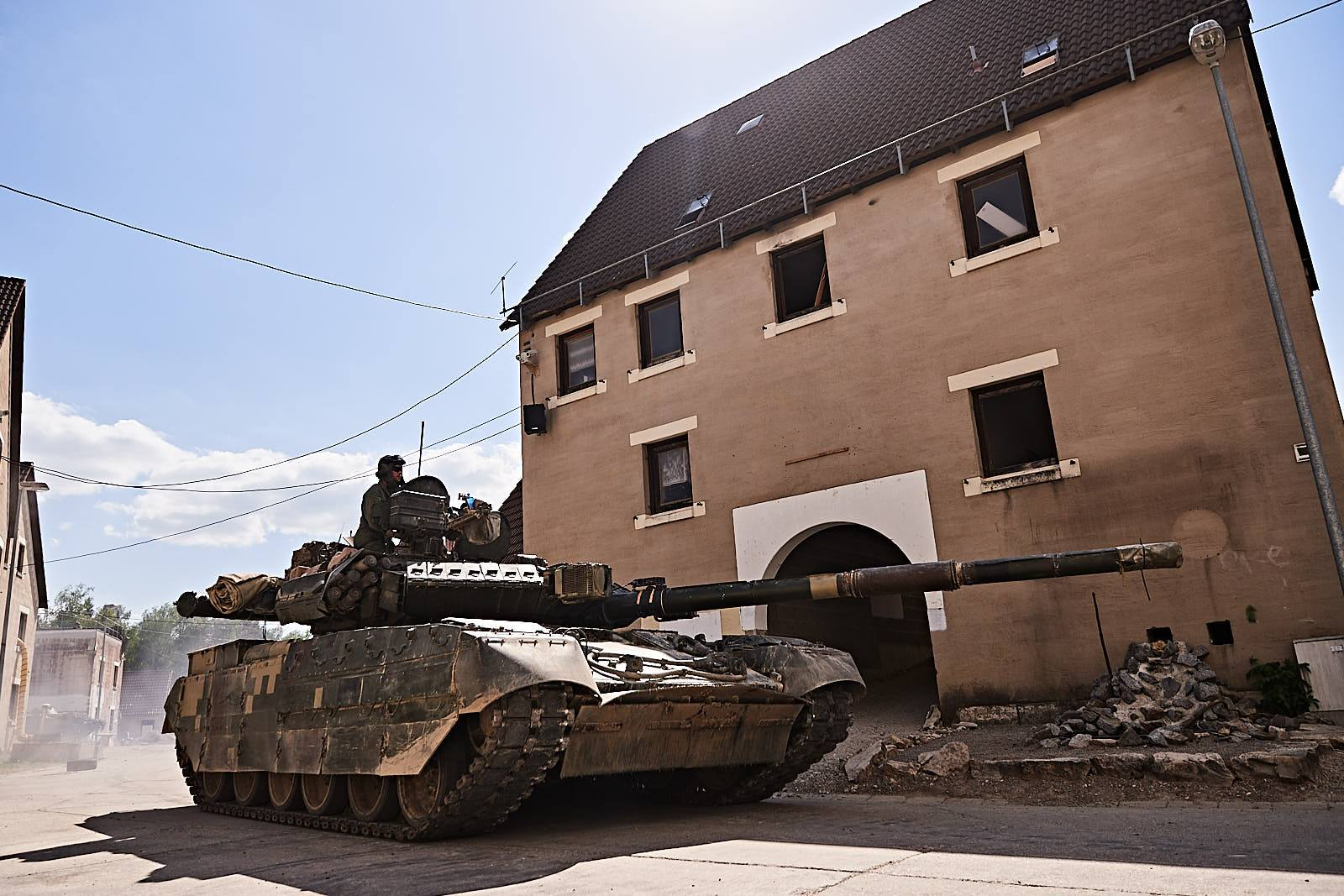
Український Т-84 тримає оборону в місті під час навчань «Combined Resolve X».

- Combined Resolve X: 9 квітня — 12 травня 2018[1]. У навчаннях взяли участь понад 3700 військовослужбовців з 13 країн. Україну представляв зведений загін 79 ОДШБр та 14 ОМБр[2].
- Combined Resolve XIV: з 16 вересня 2020. У навчаннях взяла участь зведена рота 28-ї окремої механізованої бригади імені Лицарів Зимового Походу. Український взвод позначення дій противника від Міжнародного центру миротворчості та безпеки на БМП-1 діяв у складі американського батальйону «OPFOR»[3].
- Combined Resolve XVI: з 29 листопада 2021 року. У навчаннях взяла участь зведена механізована рота 92-ї окремої механізованої бригади імені кошового отамана Івана Сірка Збройних сил України та підрозділ Сил спеціальних операцій. Вперше Збройні Сили України в цих маневрах були представлені підрозділом, озброєним новітніми зразками бронетехніки українського виробництва – БТР-4Е, БРЕМ-4РМ та санітарно-евакуаційною машиною БММ-4С.[4]